# Kościół ewangelicko-augsburski w Zduńskiej Woli
Kościół ewangelicko-augsburski w Zduńskiej Woli – parafia erygowana w 1827 roku. W 1861 roku rozpoczęto zbieranie datków na budowę nowego kościoła. Do budowy przystąpiono wiosną 1866 roku. Kamień węgielny poświęcony został 13 czerwca tegoż roku. Pracom przy wznoszeniu okazałego gmachu nowego kościoła przy ulicy Zamkowej (obecnie Alei Kościuszki), nadano bardzo szybkie tempo. Budowę zakończono po upływie dwóch lat. W 1868 roku nowy kościół został poświęcony i przekazany do użytku parafian. Starą kaplice rozebrano w 1871 roku. W latach następnych zakupiono murowany dom, w sąsiedztwie nowej świątyni, na mieszkanie dla duchownego.
Do miejscowych duszpasterzy należeli ks. Edward Ignacy Boerner, Gustaw Manitius, Michał Warczyński.
Nabożeństwa odbywają się w kościele w każdą niedzielę o godz. 11:00.